# Prix Pulitzer de la fiction

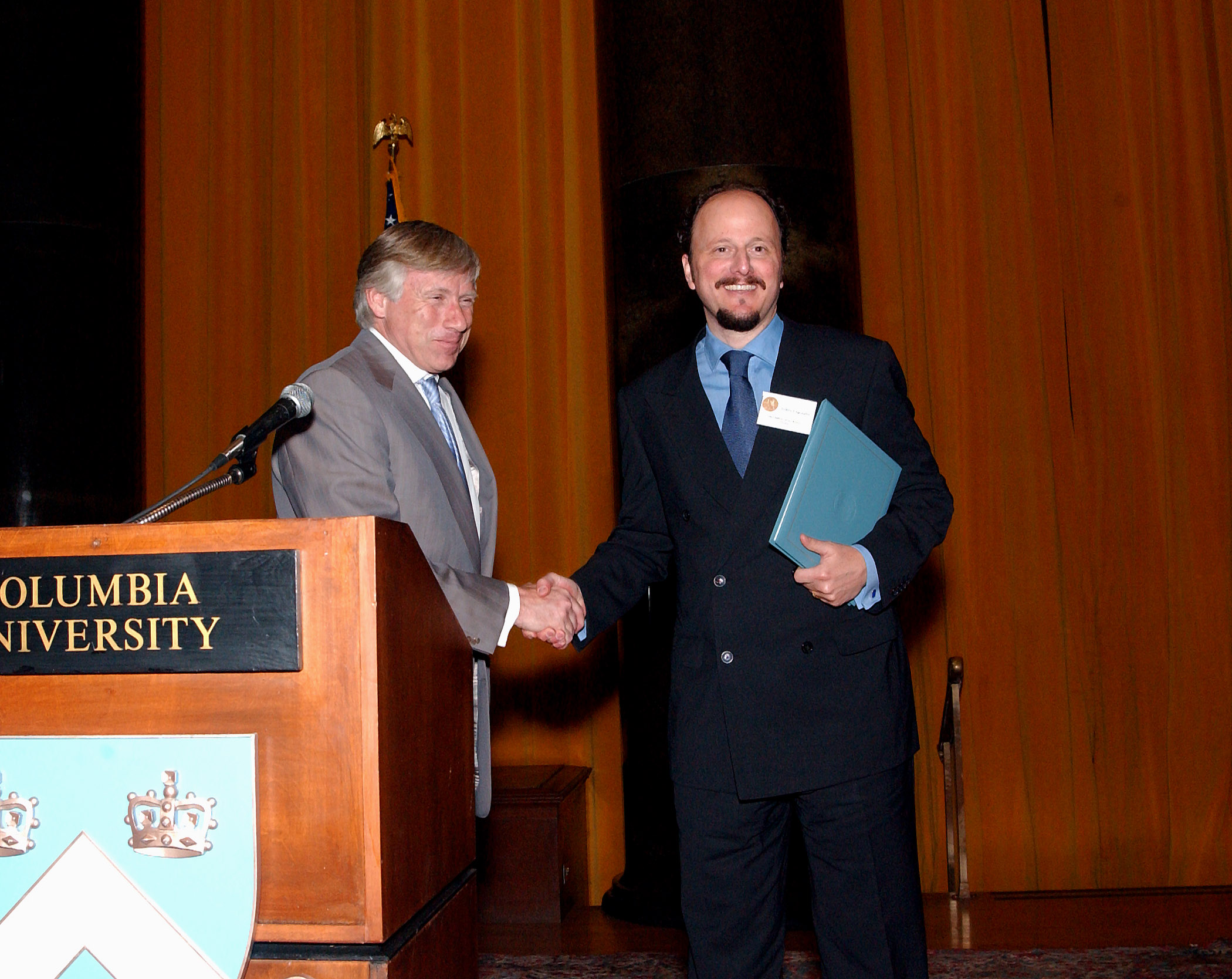
Le président de l'université de Columbia, Lee C. Bollinger (à gauche), remettant à Jeffrey Eugenides (à droite) le prix Pulitzer 2003 de la fiction.

Le prix Pulitzer de la fiction est remis depuis 1948 pour récompenser une œuvre littéraire de fiction d'un auteur américain, traitant de préférence de la vie américaine. Ce prix a remplacé le prix Pulitzer du roman en élargissant l’éligibilité pour y inclure également les nouvelles et la poésie.

## Palmarès
À partir de 1980, le jury nomme des finalistes, ceux-ci sont cités en retrait du vainqueur dans la liste ci-dessous (à compléter).
- 1948 : Pacific Sud (Tales of South Pacific) de James A. Michener
- 1949 : Guard of Honor de James Gould Cozzens
- 1950 : Orégon-Express (The Way West) de A. B. Guthrie
- 1951 : La Ville (The Town) de Conrad Richter
- 1952 : Ouragan sur le Caine (The Caine Mutiny) d'Herman Wouk
- 1953 : Le Vieil Homme et la Mer (The Old Man and the Sea) d'Ernest Hemingway
- 1954 : non attribué
- 1955 : Parabole (A Fable) de William Faulkner
- 1956 : Andersonville (Andersonville) de MacKinlay Kantor
- 1957 : non attribué
- 1958 : Une mort dans la famille (A Death in the Family) de James Agee
- 1959 : Le Long Voyage de Jaimie Mac Pheeters (The Travels of Jaimie McPheeters) de Robert Lewis Taylor
- 1960 : Titans (Advise and Consent) d'Allen Drury
- 1961 : Ne tirez pas sur l'oiseau moqueur (To Kill a Mockingbird) d'Harper Lee
- 1962 : L'Instant de vérité (The Edge of Sadness) d'Edwin O'Connor
- 1963 : Les Larrons (The Reivers) de William Faulkner
- 1964 : non attribué
- 1965 : Les Gardiens de la maison (The Keepers of the House) de Shirley Ann Grau
- 1966 : The Collected Stories of Katherine Anne Porter de Katherine Anne Porter
- 1967 : L'Homme de Kiev (The Fixer) de Bernard Malamud
- 1968 : Les Confessions de Nat Turner (The Confessions of Nat Turner) de William Styron
- 1969 : La Maison de l'aube (House Made of Dawn) de N. Scott Momaday
- 1970 : Le Coffre aux espérances (The Collected Stories of Jean Stafford) de Jean Stafford
- 1971 : non attribué
- 1972 : Angle d'équilibre (Angle of Repose) de Wallace Stegner
- 1973 : La Fille de l'optimiste (The Optimist's Daughter) d'Eudora Welty
- 1974 : non attribué[1]
- 1975 : The Killer Angels de Michael Shaara
- 1976 : Le Don de Humboldt (Humboldt's Gift) de Saul Bellow
- 1977 : non attribué
- 1978 : Le Décalage (Elbow Room) de James Alan McPherson
- 1979 : The Stories of John Cheever de John Cheever
- 1980 : Le Chant du bourreau (The Executioner's Song) de Norman Mailer
- 1981 : La Conjuration des imbéciles (A Confederacy of Dunces) de John Kennedy Toole, à titre posthume
- 1982 : Rabbit est riche (Rabbit Is Rich) de John Updike
- 1983 : La Couleur pourpre (The Color Purple) d'Alice Walker
- 1984 : L'Herbe de fer (Ironweed) de William J. Kennedy
- 1985 : Liaisons étrangères (Foreign Affairs) d'Alison Lurie
- 1986 : Lonesome Dove (Lonesome Dove) de Larry McMurtry
- 1987 : Rappel à Memphis (A Summons to Memphis) de Peter Taylor
- 1988 : Beloved (Beloved) de Toni Morrison
- 1989 : Leçons de conduite (Breathing Lessons) de Anne Tyler
- 1990 : Les Mambo Kings chantent des chansons d'amour (The Mambo Kings Play Songs of Love) d'Oscar Hijuelos
- 1991 : Rabbit en paix (Rabbit at Rest) de John Updike
- 1992 : L'Exploitation (A Thousand Acres) de Jane Smiley
- 1993 : Un doux parfum d'exil (A Good Scent from a Strange Mountain) de Robert Olen Butler
- 1994 : Nœuds et Dénouement (The Shipping News) d'Annie Proulx
- 1995 : La Mémoire des pierres (The Stone Diaries) de Carol Shields
- 1996 : Indépendance (Independence Day) de Richard Ford
- 1997 : Martin Dressler ou le Roman d'un rêveur américain (Martin Dressler: The Tale of an American Dreamer) de Steven Millhauser
- 1998 : Pastorale américaine (American Pastoral) de Philip Roth
- 1999 : Les Heures (The Hours) de Michael Cunningham
- 2000 : L'Interprète des maladies (Interpreter of Maladies) de Jhumpa Lahiri
- 2001 : Les Extraordinaires Aventures de Kavalier & Clay (The Amazing Adventures of Kavalier & Clay) de Michael Chabon
- 2002 : Le Déclin de l'empire Whiting (Empire Falls)  de Richard Russo
- 2003 : Middlesex (Middlesex) de Jeffrey Eugenides
- 2004 : Le Monde connu (The Known World) de Edward P. Jones
- 2005 : Gilead (Gilead) de Marilynne Robinson
- 2006 : La Solitude du docteur March (March) de Geraldine Brooks
- 2007 : La Route (The Road) de Cormac McCarthy
- 2008 : La Brève et Merveilleuse Vie d'Oscar Wao (The Brief Wondrous Life of Oscar Wao) de Junot Díaz
- 2009 : Olive Kitteridge (Olive Kitteridge) de Elizabeth Strout
- 2010 : Les Foudroyés (Tinkers) de Paul Harding
- 2011 : Qu'avons-nous fait de nos rêves ? (A Visit from the Goon Squad) de Jennifer Egan
- 2012 : non attribué
- 2013 : La Vie volée de Jun Do (The Orphan Master's Son) d'Adam Johnson
- 2014 : Le Chardonneret (The Goldfinch) de Donna Tartt
- 2015 : Toute la lumière que nous ne pouvons voir (All the Light We Cannot See) d'Anthony Doerr
- 2016 : Le Sympathisant (The Sympathizer) de Viet Thanh Nguyen
- 2017 : Underground Railroad (The Underground Railroad) de Colson Whitehead
- 2018 : Les Tribulations d'Arthur Mineur (Less) d'Andrew Sean Greer
- 2019 : L'Arbre-monde (The Overstory) de Richard Powers
- 2020 : Nickel Boys (The Nickel Boys) de Colson Whitehead
- 2021 : Celui qui veille (The Night Watchman) de Louise Erdrich
- 2022 : Les Nétanyahou (The Netanyahus) de Joshua Cohen
- 2023 : On m'appelle Demon Copperhead (Demon Copperhead) de Barbara Kingsolver et Trust (Trust) de Hernan Diaz (en) (ex æquo)
- 2024 : Les Sentinelles (Night Watch) de Jayne Anne Phillips
- 2025 : James (James) de Percival Everett